# Johannes Fahrngruber

Johann Fahrngruber nach einer Darstellung im Österreichischen Hospiz in Jerusalem

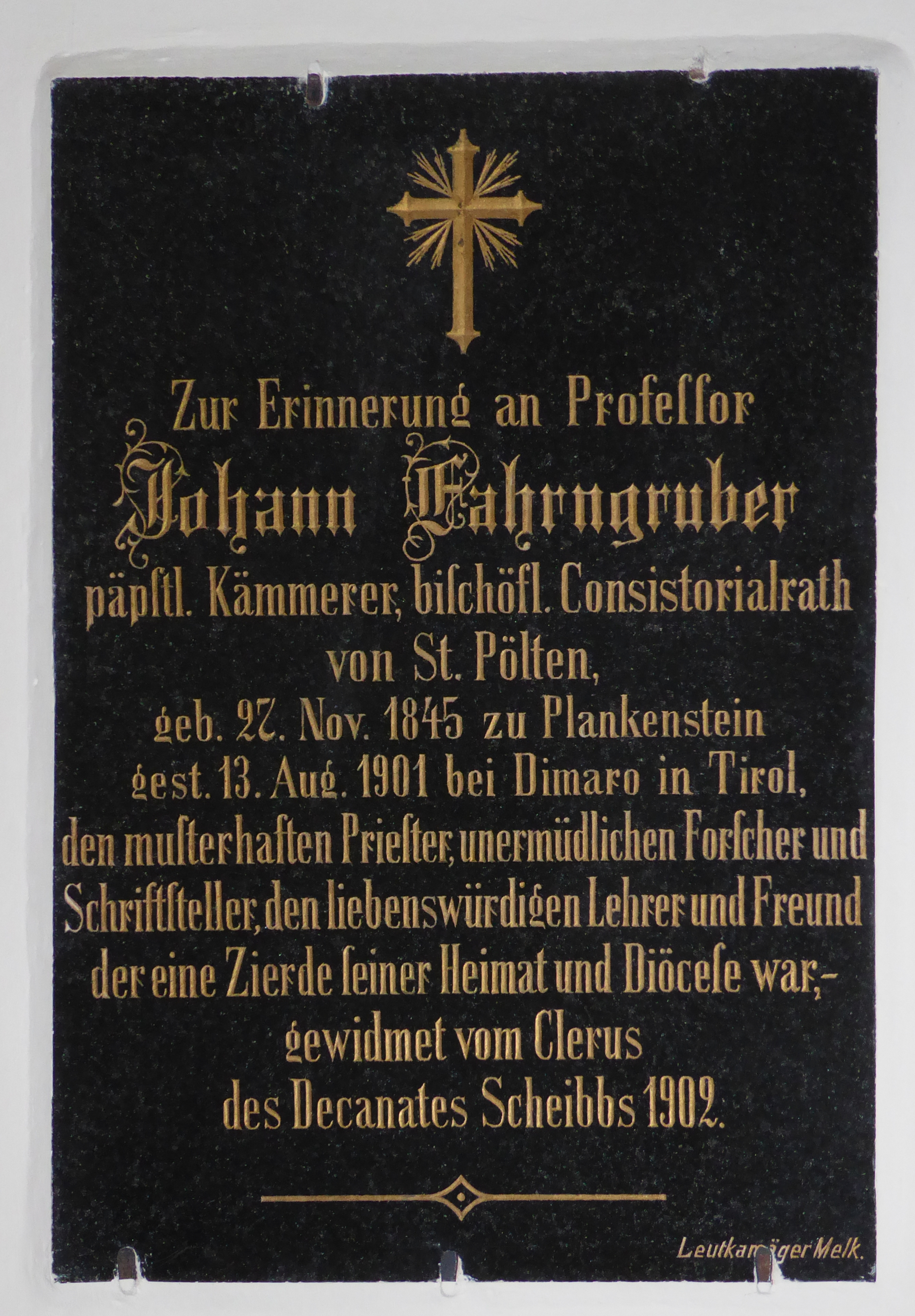
Gedenktafel in der Pfarrkirche Plankenstein

Johannes  oder Johann Fahrngruber (* 27. November 1845 in der Wiesrotte 1 (Flurname Bergschmiede) bei Frankenfels (Pfarre  Plankenstein); † 13. August 1901 in Dimaro, Provinz Trient) war ein österreichischer Pfarrer, Heimatforscher und Gründer des St. Pöltner Diözesanmuseums.

## Leben
Johannes Fahrngruber wuchs als Sohn des Hammerschmiedes Leopold Fahrngruber und Maria Anna Fahrngruber in der Wiesrotte 1 (Flurname Bergschmiede) auf. Nachdem er die Volksschule in Plankenstein besuchte, absolvierte er das Gymnasium in Krems an der Donau und trat dann in das bischöfliche Priesterseminar in St. Pölten ein. Im Jahr 1871 erhielt er die Priesterweihe von Bischof Joseph Feßler und war dann als Kooperator in Göstling an der Ybbs, ab 1872 in Waidhofen an der Ybbs und St. Leonhard am Forst tätig.
Er ging 1875 nach Jerusalem und leitete als Rektor das österreichische Pilgerhaus. Er unternahm dort zahlreiche Reisen zur Erforschung der Geschichte und Kultur Palästinas. Nach seiner Rückkehr wurde er 1880 wieder Kooperator in Loosdorf, 1881 Aushilfspriester in Gerersdorf  und im Jahr 1883 zum bischöflichen Sekretär und Zeremoniär berufen und veröffentlichte 1885 seine archivalischen Studien zur Geschichte St. Pöltens.
Fahrngruber war 1887 Gründungsmitglied des „christlich-religiösen Kunstvereins in Niederösterreich“, im Auftrag des Vereins und des Bischofs richtete er in der ehemaligen Stiftsbibliothek ein Diözesanmuseum ein.
Sein kunsthistorisches Interesse galt besonders den Glocken, Epitaphien und mittelalterlichen Glasmalereien. Für seine Verdienste um die Denkmalpflege wurde er von der k. k. Centralkommission für Erhaltung von kunst- und historischen Denkmalen zum Konservator ernannt.
Johannes Fahrngruber verstarb unerwartet auf einer Reise nach Südtirol in Dimaro in der Provinz Trient an einem Schlaganfall, wo er auch begraben wurde.

## Ehrungen
- In St. Pölten gibt es eine Fahrngruberpromenade.
- In der Pfarrkirche Maria Schnee in Plankenstein befindet sich eine Gedenktafel.
- Über seinem Grab in Dimaro ist ein Denkmal angebracht.